# 포즈난 중앙역

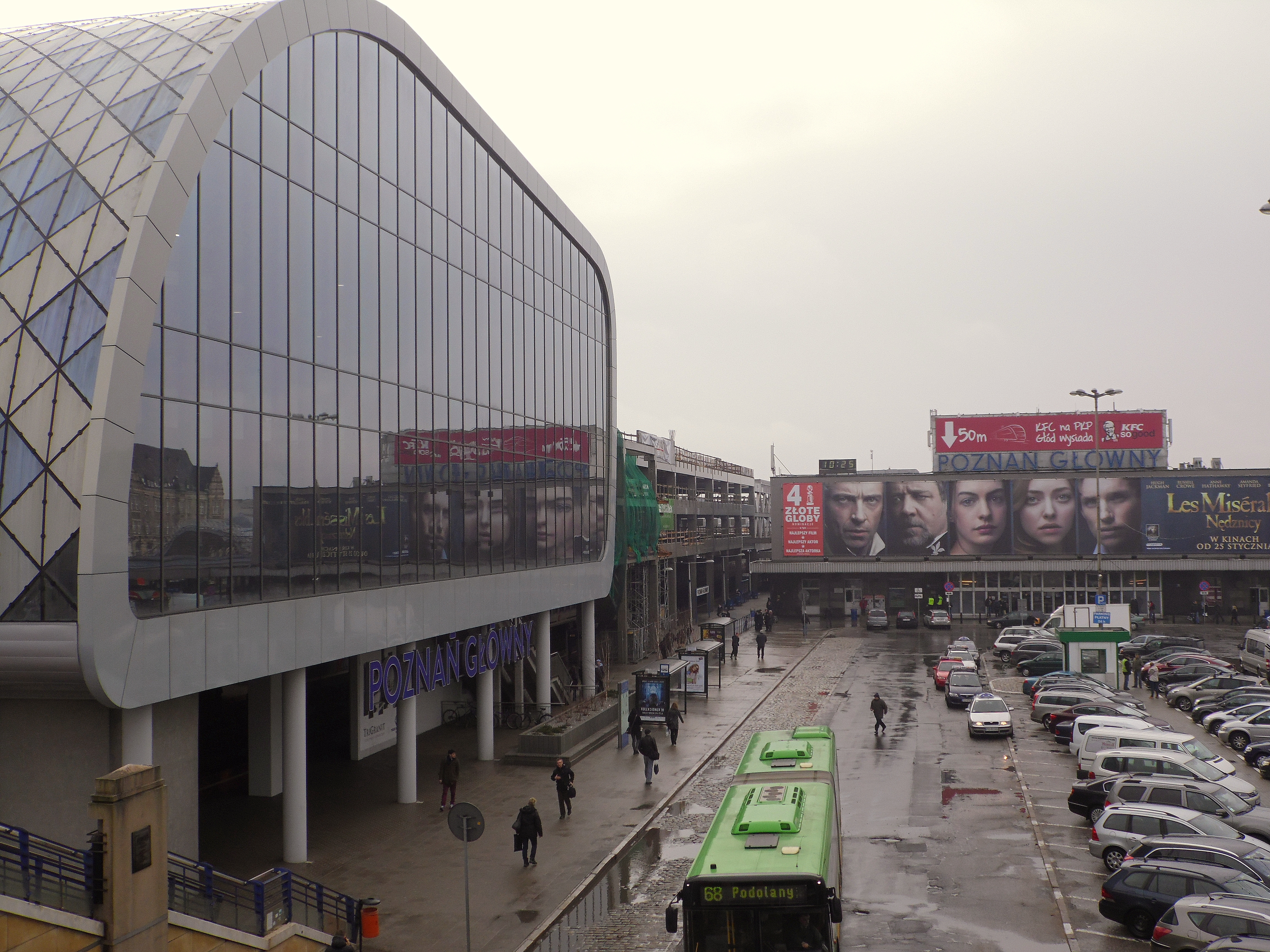
포즈난 중앙역

포즈난 중앙역(폴란드어: Poznań Główny)은 폴란드 비엘코폴스카주 포즈난의 주요 철도역이다. 통합 교통 허브와 쇼핑 센터가 2013년 10월 25일에 개장했다. 여기에는 250개의 소매점, 버스 터미널, 자전거 도로, 주차 및 승차 시설이 갖춰져 있다.